# Lom u Radimi
Lom u Radimi je přírodní památka ev. č. 308, která se nachází na katastru obce Radim v okrese Kolín. Chráněné území je ve správě Krajského úřadu Středočeského kraje.

## Geografická poloha
Bývalý lom se nachází na levém břehu bývalé soutěsky říčky Výrovky mezi železniční tratí Pečky - Kouřim a jižním okrajem zástavby obce Chotutice. Od Peček je lokalita vzdálena zhruba 2 km, od okresního města Kolína přibližně 14 km. Z geologického hlediska širší okolí přírodní památky Lom u Radimi představuje kolínská oblast české křídy, která bývá označována jako příbojová. Tato oblast je tvořena především uloženinami mořského cenomanu a spodního turonu.

## Předmět ochrany

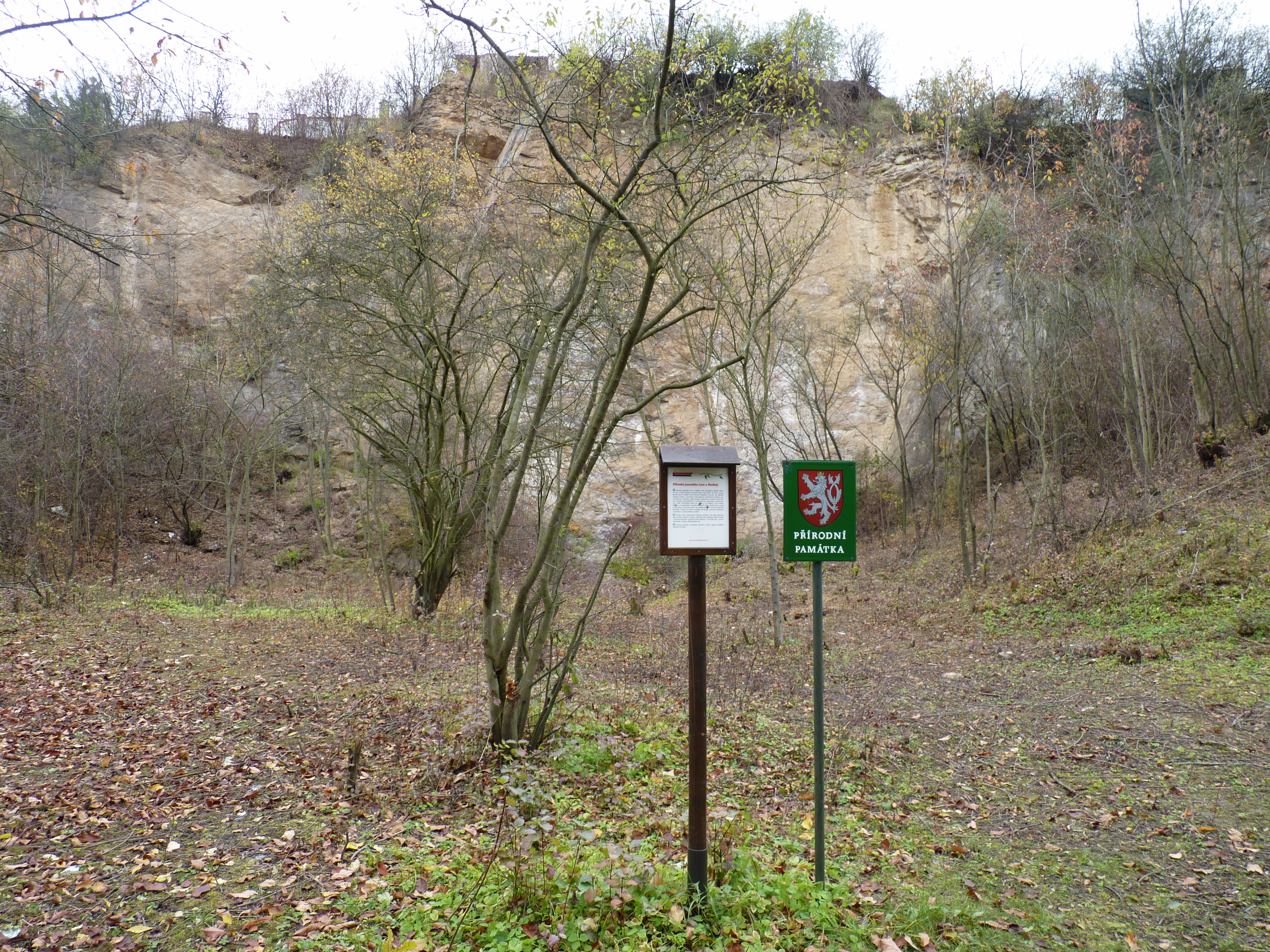
Tabule u vstupu do lomu

Chráněné území je tvořeno stěnovým lomem. Výška téměř kolmé lomové stěny se směrem k západu postupně zvyšuje, v nejvyšším místě dosahuje 22 metrů.

### Paleontologická lokalita
Předmětem ochrany je ukázka příbojové facie svrchní křídy v ortorulách kutnohorského krystalinika. Jedná se o významné paleontologické naleziště. Ve dvou prohlubeninách, způsobených mořskou erozí, byly nalezeny zkameněliny mořských hub, mechovek, ramenonožců a mlžů. 

### Mineralogie
Je zde odkryto též pět pegmatitových žil o síle 5 až 25 cm, vedle kterých se na dvou puklinách nacházejí povlaky krystalů křemene a křišťálu. Na žíle nejblíže k železniční zastávce Chotutice se vyskytuje vzácný hvězdový křemen zeleného zbarvení. Celkem se na lokalitě a v jejím nejbližším okolí vyskytují dvě desítky různých minerálů – od almandinu přes galenit, chalcedon, kalcit, křemen a kyanit až po pyrit, titanit a turmalín.

## Historie
Těžební činnost v lomu byla zahájena v roce 1932, kámen byl používán jako štěrk při stavbě silnic a železnice a také jinde ve stavebnictví. Těžba v lomu byla ukončena v roce 1958.